# Долина (област Добрич)
 За другото българско село вижте Долина (Област Шумен).  
Долина е село в Североизточна България. То се намира в община Добричка, област Добрич.

## География
Село Долина се намира на 13 км западно от град Добрич, на 8 км от природен парк „Дъбовете“ и на 2 км от най-големия язовир в Добруджа – Одринци.

## История
През Османския период и след Освобождението селото носи названието Арнауткуюсу („Арнаутски кладенец“ или „Кладенеца на Албанеца“). Предполага се, че основателят на селото е албанец, изкопал кладенец в безводния район наокло, лишен от извор или чешма.
Арнаут Куюсу в най-рания писмен източник от 1526/1527 г. е записано из описа на Добруджанските нахии под номер 276. Посочват се седем домакинства на маслари и ямаци, две райетски домакинства. Вд руг изгточник селото е под номер 277, като домакинствата на ямаци са посочени като четири. Предполага се, че през следващите векове името му се запазва, защото през 1873 г. названието Арнаут Куюсу се появява отново за село, включено в кааза Хаджиоглу Базарджик и отстоящо на 2 часа път от околийския център. През последните години преди Освобождението селото се споменава отново като Арнавуд Куюсу.
През 1908 г. селото спада към община с център Кадиево. Тогава общинското управление предлага селото да се преименува 'Константиново', но това остава невъведено. По време на румънската окупация към селото е изградена румънска махала, наименувана 'Флорика'. В селото е инсталирана водна и моторна мелница за зърно през 1929.
Със заповед номер 2191 от 27 юни 1942 г. е решено селото да се применува на Долина. 
Участник в филма: Опълченците на Шипка-Димитър Славов Ангелов

## Население
Преброяване на населението през 2011 г.
Численост и дял на етническите групи според преброяването на населението през 2011 г.:
|                     | Численост | Дял (в %) |
| Общо                | 232       | 100,00    |
| Българи             | 158       | 68,10     |
| Турци               | 23        | 9,91      |
| Цигани              | 0         | 0,00      |
| Други               | 0         | 0,00      |
| Не се самоопределят | 0         | 0,00      |
| Неотговорили        | 51        | 21,98     |

## Културни и природни забележителности
- Над село Долина се намира варовиков скален венец с около 1 км дължина.
- На 13 ноември 2010 г. е отворена църквата „Св. св. Константин и Елена“. Православният храм е строен през румънско време – 1937 – 1939 година. Функционирала е до 1993 година, но тогава се разрушава почти напълно. През 2002 година се регистрира църковно настоятелство, което връща църковната земя – 100 декара. Именно със средствата, които постъпват от отдаването ѝ под аренда, и дарени от спонсори, през 2002 – 2003 година започва възстановяването на сградата. И вече функционира от 2012 има нова камбана.

## Редовни събития
- 2 юни – събор на селото.